# Irène Friedli
Irène Friedli ist eine Schweizer Opernsängerin der Stimmlage Mezzosopran.

## Leben und Werk
Irène Friedli ist in Räuchlisberg aufgewachsen. Sie schloss an der Musik-Akademie Basel mit dem Solistendiplom ab. Sie ergänzte ihre Studien in der Interpretationsklasse von Dietrich Fischer-Dieskau in Berlin, nahm an Meisterkursen von Brigitte Fassbaender teil und bildete sich bei Helen Keller weiter. Sie gewann zahlreiche Preise bei internationalen Liedwettbewerben.
Seit 1994/95 ist sie Ensemblemitglied des Opernhauses Zürich.
In Zürich sang sie u. a. Mercédès (Carmen), die Titelrolle in Ravels L’Enfant et les sortilèges, Marcellina (Le nozze di Figaro) und Margret (Wozzeck). In der Uraufführung der Familienoper Odyssee verkörperte sie Eurykleia/Mutter und in Girl with a Pearl Earring Tanneke. 2012 gastierte sie an der Opéra Bastille in Paris. Zuletzt trat sie in Zürich u. a. als Herzkönigin in Alice im Wunderland und Ninetta in I vespri siciliani auf.

## Rezeption
Das St. Galler Tagblatt berichteit, dass Friedli in einem „Best of opera“-Programm im Jahr 2015 in ihrem Heimatort Amriswil ihr grosses Können ins Spiel gebracht habe, als Solistin den Abend bereichert und das Blumenduett aus der Oper Lakmé von Léo Delibes „mit ihrer wunderbaren Altstimme getragen“ habe.
Von einem Konzert im Jahr 2021 unter dem Motto „OPERA GOES MUSICAL“ berichtet Das Opernmagazin, Friedli habe „genau die richtige Atmosphäre“ für drei Lieder von Kurt Weill geschaffen und eine hervorragende Leistung geboten.